# Cmentarz żydowski we Włodawie
Cmentarz żydowski we Włodawie – cmentarz żydowski powstały w XVIII wieku. Mieścił się przy ulicy Mielczarskiego we Włodawie. Ostatni pogrzeb odbył się tam w 1943. W czasie II wojny światowej hitlerowcy zdewastowali nekropolię. Zachowały się tylko 4 macewy, które obecnie znajdują się w zbiorach Muzeum we Włodawie. W 1960 częściowo naprawiono ogrodzenie obiektu, który aktualnie użytkowany jest jako park pod nadzorem władz miejskich.